# Gilia modocensis
Gilia modocensis là một loài thực vật có hoa trong họ Polemoniaceae. Loài này được Eastw. mô tả khoa học đầu tiên năm 1940.